# Cyrian Ravet
Cyrian Ravet (* 26. Dezember 2003 in Lyon) ist ein französischer Taekwondoin. Er startet in der Gewichtsklasse bis 58 Kilogramm.

## Erfolge
Cyrian Ravet gewann bei den Europameisterschaften 2021 in Sofia seine erste internationale Medaille auf Erwachsenenebene, als er sich mit einem Finalerfolg gegen Adrián Vicente aus Spanien sogleich den Titel sicherte. Im Jahr darauf wiederholte er in Manchester diesen Erfolg mit einem weiteren Sieg bei den Europameisterschaften. Diesmal bezwang er im Finale den Iren Jack Woolley. 2023 belegte er bei den Europaspielen in Krakau den dritten Platz und gewann damit Bronze.
Bei den Olympischen Spielen 2024 in Paris erreichte er in seiner Konkurrenz nach einem Auftaktsieg gegen den Ägypter Georgi Gurzijew das Viertelfinale, in dem er Park Tae-joon aus Südkorea mit 1:2 unterlag. Da Park im weiteren Verlauf das Finale erreichte und auch gewann, zog Ravet in die Hoffnungsrunde ein. Gegen Yohandri Granado aus Venezuela gewann er daraufhin mit 2:0 und profitierte im abschließenden Kampf um Bronze gegen den Italiener Vito Dell’Aquila von dessen kampfloser Aufgabe, womit sich Ravet den Medaillengewinn sicherte. Für seinen Medaillengewinn erhielt Ravet am 24. September 2024 das Ritterkreuz des Ordre national du Mérite.